# Fantic
Fantic is een historisch merk van motorfietsen uit de tweede helft van de twintigste eeuw. In 2003 is de naam opgekocht en werden er opnieuw motorfietsen onder deze naam gebouwd.
Fantic Motor S.p.A., Barzago, Como (1968–1998), 2003 – heden.
Dit Italiaanse merk begon zijn motorproductie met een minibike, maar schakelde al snel over naar de fabricage van terreinmotoren.
De eerste was de Fantic Caballero 50 met een Minarelli-motor. In 1973 volgde de Caballero 125, waarvan de motor door Fantic zelf ontworpen was. Ook zette men een fabrieksteam op poten dat al snel succesvol was, waardoor de verkopen de hoogte in schoten. In 1976 werd de collectie uitgebreid met een enduro-serie en in 1977 volgden trialmotoren, de Fantic 50-bromfiets en de twee Easy Rider-choppers. Begin jaren tachtig werd de motorcross-serie uitgebreid met een 80 cc-versie en kwamen er ook 50-, 125- en 200 cc trialmachines en meer straatmodellen.
Vooral de Fantic Strada 125 werd erg populair in Italië. Uiteraard werden alle andere series gemoderniseerd. In 1987 richtte Fantic zich voornamelijk op terreinmotoren, waarbij de trialmachines het belangrijkste waren. Thierry Michaud werd wereldkampioen in 1985, 1986 en 1987. In dat laatste jaar waren ook de tweede plaats (Saunders) en de derde plaats (Schreiber) voor Fantic.
In de Verenigde Staten werden Fantics ook als Broncco en Caballero verkocht. Het merk ging eind jaren negentig ter ziele maar eind 2003 werden de rechten van het merk verkocht aan Federico Fregman en Massimo Bianchi.
Anno 2017 bood het nieuwe Fantic een assortiment van enduro- en supermotard motorfietsen, in 50cc, 125cc en 250cc.